# Tetsuya Nomura
Tetsuya Nomura (野村 哲也?, Nomura Tetsuya; Kōchi, 8 ottobre 1970) è un disegnatore e autore di videogiochi giapponese.
Ha lavorato come designer e game director per Square Enix (precedentemente Square), occupandosi del character design di molti personaggi della serie Final Fantasy fin dal suo debutto con Final Fantasy V, ed è noto per aver ideato alcuni dei personaggi più rappresentativi dell'azienda come Cloud Strife e Sora. Inoltre, ha supervisionato la serie di Kingdom Hearts fin dalla sua nascita nel 2002 ed ha lavorato come regista del film in CGI Final Fantasy VII: Advent Children.

## Biografia
Prima di lavorare per la Square Enix (ex-Squaresoft), lavorava come disegnatore in un'impresa di pubblicità. Nel 1992, la Squaresoft lo assunse per disegnare le grafiche delle battaglie in Final Fantasy V, e in seguito come direttore grafico (nel 1994) per Final Fantasy VI. Nel 1996, un progetto chiamato Silent Chaos (che doveva essere originariamente il seguito di Dark Earth, un gioco di avventura per PC) fu interrotto dopo vari mesi di lavoro, e diventò un gioco per la PlayStation, sviluppato insieme alla Squaresoft. I personaggi, disegnati precedentemente da François Rimasson, furono totalmente rifatti da Nomura, ma il progetto non fu mai terminato e fu definitivamente interrotto in novembre del 1999, dopo due anni e mezzo di progettazione.
Rimase inattivo fino al 1995, quando la Squaresoft gli chiese di disegnare i personaggi per la loro nuova opera, Final Fantasy VII. Il gioco ebbe un impressionante successo e divenne il gioco di ruolo definitivo per la PlayStation. Nel 1998, lavorò sia su Parasite Eve che su Brave Fencer Musashi, mentre nell'anno successivo, lavorò su un altro gioco che ebbe un enorme successo: Final Fantasy VIII, dove ricopriva il ruolo di capo-disegnatore dei personaggi e direttore visuale delle battaglie.
In seguito, fu impegnato su molti altri progetti, come Ehrgeiz e Parasite Eve II per PlayStation. Continuò anche a disegnare personaggi per il primo gioco della Squaresoft su PlayStation 2: The Bouncer, prima di ritornare a disegnare i personaggi per Final Fantasy X, Final Fantasy X-2 e Final Fantasy XI. Successivamente, ricoprì i ruoli di direttore, artista e disegnatore di personaggi per la saga di Kingdom Hearts, iniziata con l'omonimo videogioco, uscito nel 2002 per PS2.
Nomura inoltre diresse il film Final Fantasy VII: Advent Children, uscito nel 2005 in Giappone, e scrisse anche alcuni dei testi che appaiono nella colonna sonora.
Negli anni successivi è stato impegnato nei progetti contenuti in Fabula Nova Crystallis Final Fantasy come disegnatore dei personaggi di tutti e quattro i giochi. È inoltre direttore di Kingdom Hearts III, di Final Fantasy XV (prima di essere sostituito da Hajime Tabata) e di Final Fantasy VII Remake.

## Controversie
Nel 2000, Nomura disse in un'intervista che gli sarebbe piaciuto lavorare con Nintendo, cosa che non aveva mai potuto fare per varie controversie nei tempi in cui lui lavorava con Squaresoft. La stessa Squaresoft, però, disse che i commenti di Nomura non rappresentavano la volontà della compagnia, anche se dopo qualche anno le due case si riconciliarono e pubblicarono Final Fantasy Crystal Chronicles, ed altri videogiochi di ruolo su Game Boy Color e Game Boy Advance.

## Lavori
| Titolo                                            | Pubblicazione | Piattaforma                                               | Ruolo                                                                                  |
| ------------------------------------------------- | ------------- | --------------------------------------------------------- | -------------------------------------------------------------------------------------- |
| Final Fantasy IV                                  | 1991          | Super Nintendo Entertainment System                       | Debugger                                                                               |
| Final Fantasy V                                   | 1992          | Super Famicom                                             | Battle graphics, monster designs                                                       |
| Final Fantasy VI                                  | 1994          | Super Nintendo Entertainment System                       | Graphic director, character design, storia                                             |
| Live A Live                                       | 1994          | Super Famicom                                             | Traduzione Tosa-ben                                                                    |
| Front Mission                                     | 1995          | Super Famicom                                             | Graphic designer                                                                       |
| Chrono Trigger                                    | 1995          | Super Nintendo Entertainment System                       | Field graphic                                                                          |
| DynamiTracer                                      | 1996          | Super Nintendo Entertainment System                       | Concept design                                                                         |
| Super Mario RPG: Legend of the Seven Stars        | 1996          | Super Nintendo Entertainment System                       | Ringraziamenti speciali                                                                |
| Final Fantasy VII                                 | 1997          | PlayStation                                               | Character design, battle visual director, storia di base                               |
| Ehrgeiz                                           | 1998          | Arcade                                                    | Character supervisor                                                                   |
| Parasite Eve                                      | 1998          | PlayStation                                               | Main character design                                                                  |
| Brave Fencer Musashi                              | 1998          | PlayStation                                               | Character illustration                                                                 |
| Final Fantasy VIII                                | 1999          | PlayStation                                               | Character design, battle visual director, monster design, storia                       |
| Parasite Eve II                                   | 1999          | PlayStation                                               | Character illustration                                                                 |
| The Bouncer                                       | 2000          | PlayStation 2                                             | Character designer                                                                     |
| Final Fantasy X                                   | 2001          | PlayStation 2                                             | Character designer                                                                     |
| Kingdom Hearts                                    | 2002          | PlayStation 2                                             | Director, concept design, main character designer, storyboard designer, storia di base |
| Final Fantasy XI                                  | 2002          | PlayStation 2                                             | Design di Hume e Elvaan, design degli NPC della storia                                 |
| Final Fantasy X-2                                 | 2003          | PlayStation 2                                             | Main character designer                                                                |
| Before Crisis: Final Fantasy VII                  | 2004          | Telefono cellulare                                        | Concept, character design                                                              |
| Kingdom Hearts: Chain of Memories                 | 2004          | Game Boy Advance                                          | Director, concept design, scenario supervisor, character designer, storia di base      |
| Musashi: Samurai Legend                           | 2005          | PlayStation 2                                             | Main character designer (solo alcuni personaggi)                                       |
| Final Fantasy VII: Advent Children                | 2005          | Original video animation                                  | Director, character designer                                                           |
| Last Order: Final Fantasy VII                     | 2005          | Original video animation                                  | Supervising director                                                                   |
| Kingdom Hearts II                                 | 2005          | PlayStation 2                                             | Director, concept design, storia di base, 2D character art: main artist                |
| Dirge of Cerberus: Final Fantasy VII              | 2006          | PlayStation 2                                             | Character designer                                                                     |
| Dirge of Cerberus Lost Episode: Final Fantasy VII | 2006          | Telefono cellulare                                        | Character designer                                                                     |
| Monotone                                          | 2006          | Telefono cellulare                                        | Concept design, character design                                                       |
| Final Fantasy V Advance                           | 2006          | Game Boy Advance                                          | Monster design                                                                         |
| Final Fantasy VI Advance                          | 2006          | Game Boy Advance                                          | Graphics supervisor                                                                    |
| The World Ends with You                           | 2007          | Nintendo DS                                               | Co-main character art designer                                                         |
| Crisis Core: Final Fantasy VII                    | 2007          | PlayStation Portable                                      | Creative producer, character designer                                                  |
| Kingdom Hearts Coded                              | 2008          | Telefono cellulare                                        | Director, concept design, storia                                                       |
| Dissidia Final Fantasy                            | 2008          | PlayStation Portable                                      | Creative producer, character designer                                                  |
| Ellark                                            | 2008          | Telefono cellulare                                        | Character design, creator's design: demon equipment                                    |
| Kingdom Hearts 358/2 Days                         | 2009          | Nintendo DS                                               | Director, concept design, storia, 2D art: main artist                                  |
| Final Fantasy XIII                                | 2009          | PlayStation 3, Xbox 360                                   | Main character designer                                                                |
| Kingdom Hearts Birth by Sleep                     | 2010          | PlayStation Portable                                      | Director, concept design, storia, 2D art: main artist                                  |
| Kingdom Hearts Re:coded                           | 2010          | Nintendo DS                                               | Director, concept design, storia, 2D art: main artist                                  |
| Mario Sports Mix                                  | 2010          | Wii                                                       | Ringraziamenti speciali                                                                |
| The 3rd Birthday                                  | 2010          | PlayStation Portable                                      | Creative producer, character designer, concept design                                  |
| Dissidia 012 Final Fantasy                        | 2011          | PlayStation Portable                                      | Creative producer, character designer                                                  |
| Final Fantasy Type-0                              | 2011          | PlayStation Portable                                      | Creative producer, character designer                                                  |
| Final Fantasy XIII-2                              | 2011          | PlayStation 3, Xbox 360                                   | Main character designer                                                                |
| Theatrhythm Final Fantasy                         | 2012          | Nintendo 3DS                                              | Creative producer                                                                      |
| Kingdom Hearts 3D: Dream Drop Distance            | 2012          | Nintendo 3DS                                              | Director, concept design, storia, 2D art: main artist                                  |
| Final Fantasy All the Bravest                     | 2013          | iOS, Android                                              | Creative producer, original concept                                                    |
| Kingdom Hearts HD 1.5 ReMIX                       | 2013          | PlayStation 3                                             | Director, concept design, storia, 2D art: main artist                                  |
| Lightning Returns: Final Fantasy XIII             | 2013          | PlayStation 3, Xbox 360                                   | Main character designer                                                                |
| Theatrhythm Final Fantasy: Curtain Call           | 2014          | Nintendo 3DS                                              | Creative producer                                                                      |
| Final Fantasy Record Keeper                       | 2014          | iOS, Android                                              | Creative producer, character design, concept designer                                  |
| Gunslinger Stratos 2                              | 2014          | Arcade                                                    | "Riccardo Martini" e "Sakura Ayanokoji" character design                               |
| Puzzle & Dragons Battle Tournament                | 2014          | Arcade                                                    | Main character designer                                                                |
| Kingdom Hearts HD 2.5 ReMIX                       | 2014          | PlayStation 3                                             | Director, concept design, storia, 2D art: main artist                                  |
| Super Smash Bros. for Nintendo 3DS e Wii U        | 2014          | Wii U, Nintendo 3DS                                       | Character designer (2015 Cloud Strife DLC)                                             |
| Rampage Land Rankers                              | 2015          | iOS, Android                                              | Character designer                                                                     |
| Kingdom Hearts Unchained χ                        | 2015          | iOS, Android                                              | Director                                                                               |
| Dissidia Final Fantasy                            | 2015          | Arcade                                                    | Creative producer, character designer                                                  |
| Theatrhythm Final Fantasy: All-Star Carnival      | 2016          | Arcade                                                    | Creative producer                                                                      |
| World of Final Fantasy                            | 2016          | PlayStation 4, PlayStation Vita                           | Creative producer, character designer                                                  |
| Final Fantasy XV                                  | 2016          | PlayStation 4, Xbox One                                   | Lyrics, original concept, original director (fino al 2013), main character design      |
| Kingdom Hearts HD 2.8 Final Chapter Prologue      | 2017          | PlayStation 4                                             | Director, concept design, storia, 2D art: main artist                                  |
| Dissidia Final Fantasy: Opera Omnia               | 2017          | iOS, Android                                              | Creative producer, character designer                                                  |
| Final Fantasy XIV: Stormblood                     | 2017          | macOS, Microsoft Windows, PlayStation 4                   | Ringraziamenti speciali                                                                |
| Xenoblade Chronicles 2                            | 2017          | Nintendo Switch                                           | "Torna" character design                                                               |
| Dissidia Final Fantasy NT                         | 2018          | PlayStation 4                                             | Creative producer, character designer                                                  |
| Kingdom Hearts III                                | 2019          | PlayStation 4, Xbox One                                   | Director, character designer, scenario writer                                          |
| Final Fantasy VII Remake                          | 2020          | PlayStation 4                                             | Director, character designer                                                           |
| Final Fantasy VII: The First Soldier              | 2021          | IOS e Android                                             | Creative director, character designer                                                  |
| Stranger of Paradise: Final Fantasy Origin        | 2022          | PlayStation 5, Playstation 4, Xbox Series X, Xbox One, PC | Concept, creative producer, character designer                                         |
| Final Fantasy VII Ever Crisis                     | 2023          | IOS e Android                                             | Creative director                                                                      |
| Final Fantasy VII Rebirth                         | 2024          | PlayStation 5                                             | Concept, character designer, creative producer                                         |
| Kingdom Hearts Missing Link                       | Cancellato    | IOS e Android                                             | Director, character designer, story                                                    |
| Kingdom Hearts IV                                 | TBA           | TBA                                                       | Director, character designer, story                                                    |